# روجر براون
روجر براون (بالإنجليزية: Roger Aaron Brown)‏ (و. 1949 – م) هو ممثل، وممثل تلفزيوني، من الولايات المتحدة الأمريكية، ولد في واشنطن العاصمة.

## وصلات خارجية
- روجر براون على موقع IMDb (الإنجليزية)
- روجر براون على موقع ميوزك برينز (الإنجليزية)
- روجر براون على موقع أول موفي (الإنجليزية)
- روجر براون على موقع قاعدة بيانات الأفلام السويدية (السويدية)
- روجر براون على موقع قاعدة بيانات الفيلم (الإنجليزية)